# Palmirska aramejščina
Palmirska aramejščina je bilo zahodno aramejsko narečje, ki so ga govorili v Palmiri, Sirija, v prvih stoletjih našega štetja. Znana je samo iz napisov od 1. stoletja pr. n. št. do let 273 n. št.
Iz palmirske aramejščine je izginila dvojina.
Razvoj kurzivnih različic aramejske abecede je privedel do nastanka palmirske abecede.